# Constantin Brâncoveanu, Călărași
Constantin Brâncoveanu este un sat în comuna Dragalina din județul Călărași, Muntenia, România.

## Localizare
Satul Constantin Brâncoveanu, din comuna Dragalina, județul Călărași se află, din punct de vedere geografic, în centrul Câmpiei Bărăganului, la 10 kilometri sud de Slobozia, reședința județului Ialomița, 32 de kilometri nord de Călărași, reședința județului omonim, din care face parte și localitatea, 7 kilometri nord-est de reședința comunei, Dragalina (în care ființează importantul nod feroviar al magistralei 800, Ciulnița Gară), 1 kilometru est de Drumul Național 21 Slobozia-Călărași și 3 de halta Brâncoveni (actualmente dezafectată).

## Istoric
Halta cu numele Brâncoveni a fost înființată ca punct de oprire pe actuala linie 802 a Căilor Ferate Române, Slobozia-Ciulnița Gară, se pare, în primii ani după Marea Unire (o hartă a României întregite datată 1921, aflată la Muzeul Național al Hărților și Cărții vechi din București menționează această haltă).
Satul propriu-zis a fost întemeiat de mai mulți coloniști, familii de țărani săraci, strămutați în aceste locuri din județele Muscel, Dâmbovița, Prahova și Ialomița, la anul 1926. Încă de la început locuitorii au dat satului numele Sfântului Voievod și Martir Constantin Brâncoveanu sau, cum e cunoscut prin împrejurimi, Brâncoveni (poate o referire la toți martirii Brâncoveni). Legenda locului, referitoare la proveniența numelui, spune că pe aici ar fi trecut Voievodul în ultimul său drum ca domn al Țării Românești, către Istanbul, unde a fost ucis, împreună cu fiii săi și cu postelnicul Ianache, la 15 august 1714.
Odată cu întemeierea, satul a primit statutul de comună rurală, având dreptul la primar, consiliu local, notar, doi învățători și jandarmerie rurală. Comuna a aparținut dintotdeauna, din punct de vedere administrativ, unității administrative cu reședința la Slobozia, indiferent că aceasta a fost plasă sau raion: plășile Ialomița-Balta, Ialomița, Ialomița de Jos sau Slobozia din județul Ialomița.
În 1950, comuna a intrat în componența raionului Slobozia din regiunea Ialomița și apoi (după 1952) din regiunea București. În 1968, satul a revenit la județul Ialomița, reînființat, pierzându-și statutul de comună. În 1982, odată cu înființarea județului Călărași, prin reorganizarea județelor Ialomița și Ilfov, satul este arondat județului nou creat, în componența comunei Dragalina.

## Demografie
Componența etnică a satului Constantin Brâncoveanu
     Români (99,6%)
     Altă etnie (0,4%)
     Necunoscută (0%)
Componența confesională a satului Constantin Brâncoveanu
     Ortodocși (98%)
     Adventiști de ziua a șaptea (2%)
     Altă religie (0%)
Conform recensământului din 2002, satul are o populație de 1.140 de persoane, dintre care 1.135 (99,6%) români. 1.137 de persoane (99,7%) au declarat ca limbă maternă româna.

### Evoluție istorică
| Anii | Nr. familii | Populația |
| ---- | ----------- | --------- |
| 1942 | 172         | 641       |
| 1955 | 300         | 1.080     |
| 1963 | 348         | 1.220     |
| 1965 | 325         | 1.670     |